# پیشتازان فضا

فرانشیز (نماد محصولات) پیشتازان فضا

سفر ستاره‌ای (به انگلیسی: Star Trek) که در ایران با نام پیشتازان فضا شناخته می‌شود، مجموعهٔ علمی-تخیلی آمریکایی است که نخستین فصل آن بین سال‌های ۱۹۶۶ تا ۱۹۶۹ ساخته شده‌است. این سریال در آمریکا و بسیاری کشورهای دیگر، از جمله ایران، به نمایش درآمد و لقب موفق‌ترین مجموعهٔ تلویزیونی تمام دوران‌ها را به خود اختصاص داد. پیشتازان فضا در ابتدا بر اساس داستانهایی از جین رودنبری ساخته می‌شد. بعدها چندین سریال دیگر، کتاب، بازی کامپیوتری و فیلم سینمایی نیز، بر اساس سری اولیه این مجموعه ساخته شد و نام آن به یک اسطوره در ژانر علمی تخیلی بدل گشت.

## داستان

فضاپیمای انترپرایز در مجموعهٔ اصلی

کل مجموعهٔ اولیهٔ پیشتازان فضا (The Original Series یا TOS) حدود هشتاد قسمت است و هر کدام از قسمت‌ها داستانی مستقل دارد. ماجرا از این قرار است که سفینهٔ فضایی انترپرایز که مجهز به پیشرانه‌های پادماده است و می‌تواند با سرعتی بیشتر از سرعت نور حرکت کند، به مأموریتی ۵ ساله برای کشف دنیاهای ناشناخته و ارتباط برقرار کردن با تمدن‌های فرازمینی فرستاده شده‌است.

### شخصیت‌های مجموعهٔ اصلی

#### ناخدا (کاپیتان)
جیمز تی کرک (تی. مخفف تیبریوس)، با بازی ویلیام شاتنر، کاپیتان انترپرایز است که در سن ۲۵ سالگی به کاپیتانی انترپرایز منصوب شد.

#### افسر یکم سفینه (افسر تحقیقات علمی)
افسر یکم سفینه هم به آقای اسپاک معروف است. نقش اسپاک را لئونارد نیموی ایفا کرده‌است. آقای اسپاک یک ولکان دورگه است. پدر او (سارک) اهل سیارهٔ ولکان است و مادرش (آماندا) اهل زمین. ماجراهای پیشتازان فضا در آینده (قرن بیست و چهارم میلادی) رخ می‌دهند. زمانی که زمین حکومتی متحد (فدراسیون) دارد، دست به اکتشاف فضا زده و با برخی ساکنان سیارات دیگر رفت‌وآمد دارد. سیارهٔ ولکان یکی از آن سیارات است. شاید بتوان گفت آقای اسپاک محبوب‌ترین شخصیت این مجموعه بوده‌است. اهالی سیارهٔ ولکان از نظر ظاهری شبیه به انسان‌ها هستند، اما گویا قلب‌شان در سمت راست بدن‌شان قرار دارد و خون‌شان سبز رنگ است و گوش‌هایی کشیده دارند. اما تفاوت اساسی اهالی ولکان با مردم زمین در نوع احساسات آن‌هاست. ولکان‌ها مردمی هستند منطقی. در واقع ولکان‌ها هیچوقت تحت تأثیر احساسات و عواطف قرار نمی‌گیرند و همیشه اعمال و رفتارشان نتیجهٔ برآوردهای منطقی آن‌ها از شرایط است. آقای اسپاک نمی‌تواند واکنش‌های احساسی اطرفیان را درک کند و این مسئله در طول فیلم باعث به وجود آمدن ماجراهایی کمابیش طنزآلود می‌شود.

#### افسر فنی سفینه
اسکاتی افسر فنی سفینه نیز یکی دیگر از شخصیت‌های معروف فیلم است. اسکاتی از افسران مورد علاقهٔ کاپیتان کرک است. در روز سه‌شنبه، ۲ خرداد ۱۳۹۱، خاکستر جسد جیمز دوهان، هنرپیشه‌ای که در نقش اسکاتی بازی کرده بود، توسط فضاپیمای دراگون در اولین مأموریت یک فضاپیمای بخش خصوصی، به مدار زمین برده شد. این خاکستر که در کنار خاکستر ۲۹۹ نفر دیگر از دلدادگان فضا در محفظه‌ای جاسازی شده بود پس از یک سال و نیم به جو زمین برخورد کرده و در اثر شدت حرارت بخار خواهد شد.

#### پزشک سفینه
دکتر بونز مک‌کوی، پزشک سفینه، که دی‌فارست کلی نقش او را ایفا کرده و از دوستان نزدیک کاپیتان است.

#### هدایت‌کنندگان
یکی از معروف‌ترین هدایت‌کنندگان سفینه، هیکارو سولو (با بازی جورج تاکی) است که ملیتی شرقی، احتمالاً ژاپنی دارد.

#### افسر ارتباطات
نیوتا اوهورا با بازی نیچل نیکولز یکی از افسران مقیم در قسمت هدایت سفینه است. اوهارا که شخصیتی زادهٔ آفریقاست، یکی از مهم‌ترین بازیگران چندملیتی این سریال است. شخصیت اوهورا جزو نخستین شخصیت‌های آفریقایی-آمریکایی در سریال‌های تلویزیونی آمریکایی‌ست که زنی سیاه‌پوست را در نقشی به جز خدمتکار نشان داد.

## مجموعه‌های ساخته شده بر اساس سری اولیه
- مجموعه اصلی پیشتازان فضا (۱۹۶۶–۱۹۶۹)
- مجموعه انیمیشن پیشتازان فضا (۱۹۷۳–۱۹۷۴)
- پیشتازان فضا، قسمت دوم، یک مجموعهٔ ۱۲ قسمتی که در سال ۱۹۷۸ پخش شد.
- پیشتازان فضا: نسل بعدی (۱۹۸۷–۱۹۹۴)
- پیشتازان فضا، اعماق فضا (۱۹۹۳–۱۹۹۹)
- پیشتازان فضا، ویجر (۱۹۹۵–۲۰۰۱)
- پیشتازان فضا: انترپرایز (۲۰۰۱–۲۰۰۵)
- پیشتازان فضا، اکتشاف (–۲۰۱۷)

## فیلم‌ها
چندین فیلم سینمایی هم درباره پیشتازان فضا ساخته شده‌اند که عبارتند از :
فیلم های سینمایی ساخته شده  براساس سریال اصلی 
 ( The Original Series ) : 
- پیشتازان فضا: نمایش حرکت(۱۹۷۹)
- پیشتازان فضا ۲: خشم خان (۱۹۸۲)
- پیشتازان فضا ۳: جستجو برای اسپاک (۱۹۸۴)
- پیشتازان فضا ۴: سفر به خانه (۱۹۸۶)
- پیشتازان فضا ۵: واپسین مانع (۱۹۸۹)
- پیشتازان فضا ۶: کشور کشف‌نشده (۱۹۹۱)

فیلم های سینمایی ساخته شده براساس سریال 

پیشتازان فضا: نسل بعدی
- پیشتازان فضا: نسل‌ها (۱۹۹۴)
- پیشتازان فضا: اولین برخورد (۱۹۹۶)
- پیشتازان فضا: شورش (۱۹۹۸)
- پیشتازان فضا: نمسیس (۲۰۰۲)

فیلم های سینمایی بازسازی شده (Reboot) براساس سریال اصلی : 
- پیشتازان فضا (فیلم) (۲۰۰۹)
- پیشتازان فضا به‌سوی تاریکی (۲۰۱۳)
- فراتر از پیشتازان فضا (۲۰۱۶)

## تم سریال
فضا! مرز بی‌پایان!
آنچه می‌بینید، ماجراهای سفینهٔ اینترپرایز است، در مأموریت ۵ ساله‌اش. مأموریت اینترپرایز، اکتشاف فضا، جستجوی اشکال حیاتی جدید، تمدن‌های جدید و سفری جسورانه است، بدانجا که هیچ انسانی تاکنون نرفته.

## نقل قول‌ها
- آرتور چارلز کلارک: «پیشتازان فضا که در چنان روزگاری در تاریخ بشری ظاهر شد، دورنمای تمدن‌های فضایی دوردست را بسیار عامه‌پسند ساخت. قسمت بعد از قسمت، تصور رویارویی با تمدن‌های بیگانه و احترام گذاردن به تمامی اشکال حیات را که آن زمان هیچ محبوبیتی میان مردم نداشت، ارتقاء بخشید. این‌کار را هم بدون وعظ و خطابه و با حس شوخ‌طبعی همیشگی انجام داد.»